# Song of Seven
Song of Seven è il secondo album di Jon Anderson, cantante britannico noto per la sua carriera nel gruppo di rock progressivo degli Yes.

## Il disco
Song of Seven fu il secondo album solista di Jon Anderson, e il primo realizzato dopo la separazione dagli Yes. Alcuni dei brani furono scritti da Anderson prima di abbandonare la storica formazione; versioni demo di Some Are Born e Days, per esempio, furono realizzate con gli Yes nei mesi precedenti all'uscita di Drama. Nello stesso periodo, Anderson aveva iniziato un sodalizio con Vangelis; l'album di debutto di Jon & Vangelis, Short Stories, fu pubblicato pochi mesi prima di Song of Seven. Alla pubblicazione dell'album seguì un tour promozionale in cui Anderson fu accompagnato da una band creata per l'occasione, "The New Life Band".
Song of Seven si discosta drasticamente dallo stile del precedente Olias of Sunhillow; sebbene sia in genere classificato come progressive, l'album è quasi esclusivamente composto da ballate pop. Fa eccezione la sola title track, una suite con una struttura melodica e un arrangiamento notevolmente più elaborato di quello degli altri brani.

## Tracce
1. For You For Me
2. Some Are Born
3. Don't Forget (Nostalgia)
4. Heart of the Matter
5. Hear It
6. Everybody Loves You
7. Take Your Time
8. Days
9. Song of Seven